# モン・パリ (1973年の映画)
『モン・パリ』（L'événement le plus important depuis que l'homme a marché sur la Lune）は1973年のフランス・イタリアのロマンティック・コメディ映画。
監督はジャック・ドゥミ、出演はカトリーヌ・ドヌーヴとマルチェロ・マストロヤンニなど。
パリの下町モンパルナスを舞台に、男が妊娠するという「人類が月面を歩いて以来の最も重大な出来事」（フランス語の原題の直訳）を描いたコメディで、当時プライベートでもパートナーであったドヌーヴとマストロヤンニの共演作としては『哀しみの終るとき』『ひきしお』に続く3作目である。

## ストーリー
パリの下町モンパルナスで小さな自動車教習所を営むマルコは、前妻との息子ルカと、婚約者で美容院経営のイレーヌと平凡に暮らしていた。ある日、頭痛とめまいで医者にかかるマルコ。触診した女医は、男性のマルコの腹部に妊娠4ヶ月の兆候をみて、産婦人科の権威であるショーモン教授を紹介した。
ホルモン異常による人間の器官の変化を研究するショーモン教授によって、男性の受胎の第一号と認定されるマルコ。彼の名前は新聞に載り、知れ渡った。生まれてくる子供のためにもイレーヌに結婚を申し込むマルコ。
マタニティー服を扱う会社とモデル契約し、取材で引っ張りだこになるマルコ。町中で妊娠初期の不調を訴える男性が現れ始めた。大きな新居を探し、美容院や教習所も同じ場所に移そうと計画するマルコとイレーヌ。しかし、ショーモン教授がレントゲンを撮った結果、妊娠ではないことが判明した。
妊娠はホラ話と新聞に載り、騒ぎは収束した。結婚式の日に、ウエディングドレスのイレーヌは妊娠したことをマルコに告げた。

## キャスト
| 役名                                                | 俳優                       | 日本語吹替 |
| 役名                                                | 俳優                       | テレビ朝日版 |
| --------------------------------------------------- | -------------------------- | --- |
| イレーヌ・ド・フォントノワ （美容院のマダム）       | カトリーヌ・ドヌーヴ       | 小川知子 |
| マルコ・マゼッティ （自動車学校の経営者）           | マルチェロ・マストロヤンニ | 広川太一郎 |
| ジェラール・ショーモン教授 （産婦人科の権威）       | レイモン・ジェローム       | 内海賢二 |
| リュシアン・スーマン （マルコの同僚）               | クロード・メルキ           | 青野武 |
| ドゥラヴィーニュ （マルコを診察した女性医師）       | ミシュリーヌ・プレール     | 藤波京子 |
| ラモーナ・マルティネス                              | アリス・サプリッチ         | 公卿敬子 |
| マリア・マゼッティ （マルコの前妻）                 | マリサ・パヴァン           | |
| ミレイユ・マチュー （人気歌手）                     | 本人                       | |
| ルミュー （マタニティ服を扱うプレナティフ社の社長） | アンドレ・ファルコン       | |
| ラマリー （ルミューの代理人）                       | モーリス・ビロー           | |
| 不明 その他                                         |                            | 京田尚子 木村有里 難波克弘 横沢啓子 島美弥子 村越伊知郎 徳丸完 増岡弘 峰恵研 鈴木れい子 宮内幸平 上田敏也 仲木隆司 吉田理保子 島木綿子 矢野陽子 野島昭生 芝田清子 秋元千賀子 稲葉実 |
|                                                     |                            | |
| 演出                                                | 演出                       | 山田悦司 |
| 翻訳                                                | 翻訳                       | 入江敦子 |
| 効果                                                | 効果                       | 大野義信 |
| 調整                                                | 調整                       | 山田太平 |
| 制作                                                | 制作                       | ニュージャパンフィルム |
| 解説                                                | 解説                       | 淀川長治 |
| 初回放送                                            | 初回放送                   | 1979年3月11日 『日曜洋画劇場』 |